# Ротентурм (Швіц)
Ротентурм (нім. Rothenthurm SZ) — громада  в Швейцарії в кантоні Швіц, округ Швіц.

## Географія
Громада розташована на відстані близько 95 км на схід від Берна, 10 км на північ від Швіца.
Ротентурм має площу 22,8 км², з яких на 4,2% дозволяється будівництво (житлове та будівництво доріг), 43,2% використовуються в сільськогосподарських цілях, 48,6% зайнято лісами, 4% не є продуктивними (річки, льодовики або гори).

## Демографія
2019 року в громаді мешкало 2460 осіб (+14,8% порівняно з 2010 роком), іноземців було 16,3%. Густота населення становила 108 осіб/км².
За віковим діапазоном населення розподілялося таким чином: 24,6% — особи молодші 20 років, 62,6% — особи у віці 20—64 років, 12,8% — особи у віці 65 років та старші. Було 965 помешкань (у середньому 2,5 особи в помешканні).
Із загальної кількості 896 працюючих 125 було зайнятих в первинному секторі, 293 — в обробній промисловості, 478 — в галузі послуг.